# David Lagergren
Hugo David Lagergren, född 31 mars 1919 i Fröjel, Gotlands län, död 4 maj 2013 i Stockholm, var en svensk teolog och frikyrkopastor.

## Biografi
Lagergren var son till lantbrukaren Hugo Lagergren och Maria Cederlund. Han blev teol. kand. i Uppsala 1950, fil. kand. 1957, teol.lic. 1964 och teol. dr 1970 och var därefter docent i missionsvetenskap. Lagergren var missionär i Belgiska Kongo 1952-1956, rektor för Betelseminariet 1958-1971 och missionsföreståndare för Svenska Baptistsamfundet 1972-1984.
Lagergren var vice president i Baptisternas världsallians (BWA) 1975-1980 och var värd för BWA-kongressen i Stockholm 1975. Han var också president i Europeiska baptistfederationen (EBF) 1983-1984. Mest engagerad i Europagemenskapen var han när det gäller International Baptist Theological Seminary of the European Baptist Federation. Han var under flera år ledamot av skolans styrelse. Lagergren gjorde även många resor i Östeuropa och i synnerhet i Sovjetunionen för att utveckla gemenskapen med trosfränder bortom järnridån och Berlinmuren.
Lagergren gifte sig 1947 med Agda Gårdman (född 1920), dotter till lantbrukaren August Gårdman och Jenny Malmström.